# Los Benitos
Los Benitos är en ort i Mexiko.   Den ligger i kommunen Colón och delstaten Querétaro Arteaga, i den centrala delen av landet, 160 km nordväst om huvudstaden Mexico City. Los Benitos ligger 1 966 meter över havet och antalet invånare är 1 116.
Terrängen runt Los Benitos är platt söderut, men norrut är den kuperad. Runt Los Benitos är det ganska tätbefolkat, med 111 invånare per kvadratkilometer. Närmaste större samhälle är Ezequiel Montes, 6,3 km öster om Los Benitos. Trakten runt Los Benitos består i huvudsak av gräsmarker.